# Voorleesweek
Voorleesweek is een jaarlijks initiatief van Iedereen Leest waarbij het belang van lezen en voorlezen wordt benadrukt. De Voorleesweek vindt plaats in heel Vlaanderen en Brussel, steeds tijdens de laatste week van november.

## Doel
Gedurende de Voorleesweek ondersteunt Iedereen Leest de intermediairen, met name kleuterleiders, onthaalouders, leerkrachten en bibliothecarissen. Daarbij geeft de organisatie tips rond voorlezen en voorleesboeken. Iedereen Leest werkt samen met partners CANON Cultuurcel Vlaanderen en Kind en Gezin. Hare Majesteit Koningin Mathilde steunt de campagne jaarlijks door te gaan voorlezen in een school, internaat of kinderdagverblijf.
De Voorleesweek focust op kinderen van 0 tot 6 jaar, maar er zijn ook boekentips voor kinderen en jongeren tussen 6 en 15 jaar en voor ouderen. De Voorleesweek van 2020 zet in op ouderbetrokkenheid, onder het motto ‘Lezers maak je samen’.